# James Beckford
James Charles Beckford (Saint Mary, 9 januari 1975) is een Jamaicaanse atleet, die is gespecialiseerd in het verspringen. Hij nam driemaal deel aan de Olympische Spelen en won hierbij één zilveren medaille.

## Loopbaan
Zijn internationale doorbraak bij het verspringen maakte Beckford in 1995. Op de wereldkampioenschappen in Göteborg werd hij vice-wereldkampioen met een beste sprong van 8,30 m. Dit bestempelde hem tot dé favoriet op de Olympische Spelen van 1996 in Atlanta, waar hij een vierde gouden medaille voor de Amerikaanse legende Carl Lewis wilde verhinderen. Dit lukte hem echter niet en hij moest genoegen nemen met het zilver.
Na de Spelen van Atlanta boekte James Beckford geen grotere successen meer tot de WK van 2003 in Parijs. Daar moest hij alleen de Amerikaan Dwight Phillips (8,32 m) voor laten gaan en won een zilveren medaille met 8,28.
Op de Olympische Spelen van 2004 in Athene wilde Beckford eindelijk zijn vurig verlangde gouden medaille halen. Hij kwam echter niet op het podium en moest genoegen nemen met een vierde plaats achter Dwight Phillips (goud), de Amerikaan John Moffitt (zilver) en de Spanjaard Joan Lino Martínez (brons).
Op de WK van 2007 in Osaka werd hij zesde (8,17).

## Persoonlijke records
Outdoor
| Onderdeel          | Prestatie          | Datum        | Plaats   |
| ------------------ | ------------------ | ------------ | -------- |
| 100 m              | 10,78 s (+1,3 m/s) | 29 mei 2005  | Rhede    |
| 110 m horden       | 15,91 s (+0,4 m/s) | 15 juli 2010 | Karlstad |
| verspringen        | 8,62 m (+0,7 m/s)  | 5 april 1997 | Orlando  |
| hink-stap-springen | 17,92 m (+1,9 m/s) | 20 mei 1995  | Osessa   |

Indoor
| Onderdeel          | Prestatie | Datum            | Plaats    |
| ------------------ | --------- | ---------------- | --------- |
| 60 m               | 6,79 s    | 27 februari 2004 | Chemnitz  |
| verspringen        | 8,40 m    | 9 februari 1996  | Madrid    |
| hink-stap-springen | 16,99 m   | 4 maart 1995     | Manhattan |

## Prestaties

### verspringen
Kampioenschappen
- 1995:  WK - 8,30 m
- 1995:  Grand Prix Finale - 8,20 m
- 1996:  OS - 8,29 m
- 1997: 5e WK indoor - 8,17 m
- 1997:  Universiade - 8,35 m
- 1997: 4e WK - 8,14 m
- 1997:  Grand Prix Finale - 8,40 m
- 1999: 5e WK indoor - 8,16 m
- 2000: 9e in kwal. OS - 7,98 m
- 2001: 7e WK - 8,08 m
- 2001: 4e Grand Prix Finale - 7,92 m
- 2003:  WK - 8,28 m
- 2003: 7e Wereldatletiekfinale - 7,93 m
- 2004:  WK indoor - 8,31 m
- 2004: 4e OS - 8,31 m
- 2004: 5e Wereldatletiekfinale - 7,96 m
- 2005: 9e WK - 8,02 m
- 2005:  Wereldatletiekfinale - 8,28 m
- 2006: 7e Wereldatletiekfinale - 7,83 m
- 2007: 6e WK - 8,17 m
- 2008: 6e WK indoor - 7,85 m

Golden League-podiumplekken
- 1999:  Bislett Games – 8,33 m
- 1999:  Golden Gala – 7,99 m
- 1999:  Meeting Gaz de France – 8,42 m
- 1999:  Herculis – 8,40 m
- 1999:  Weltklasse Zürich – 8,27 m
- 1999:  Memorial Van Damme – 8,28 m
- 2001:  Herculis – 8,05 m
- 2001:  Weltklasse Zürich – 8,14 m

## Prestatieontwikkeling
| Jaar | Prestatie |
| ---- | --------- |
| 1993 | 7,53 m    |
| 1994 | 8,13 m    |
| 1995 | 8,45 m    |
| 1996 | 8,52 m    |
| 1997 | 8,62 m    |
| 1998 | 8,60 m    |
| 1999 | 8,50 m    |
| 2000 | 8,42 m    |
| 2001 | 8,31 m    |
| 2002 | 8,21 m    |
| 2003 | 8,28 m    |
| 2004 | 8,31 m    |
| 2005 | 8,28 m    |
| 2006 | 8,25 m    |
| 2007 | 8,37 m    |

## Onderscheidingen
- Sportman van het jaar (Jamaica) - 1995, 1996, 2003